# Suszyna

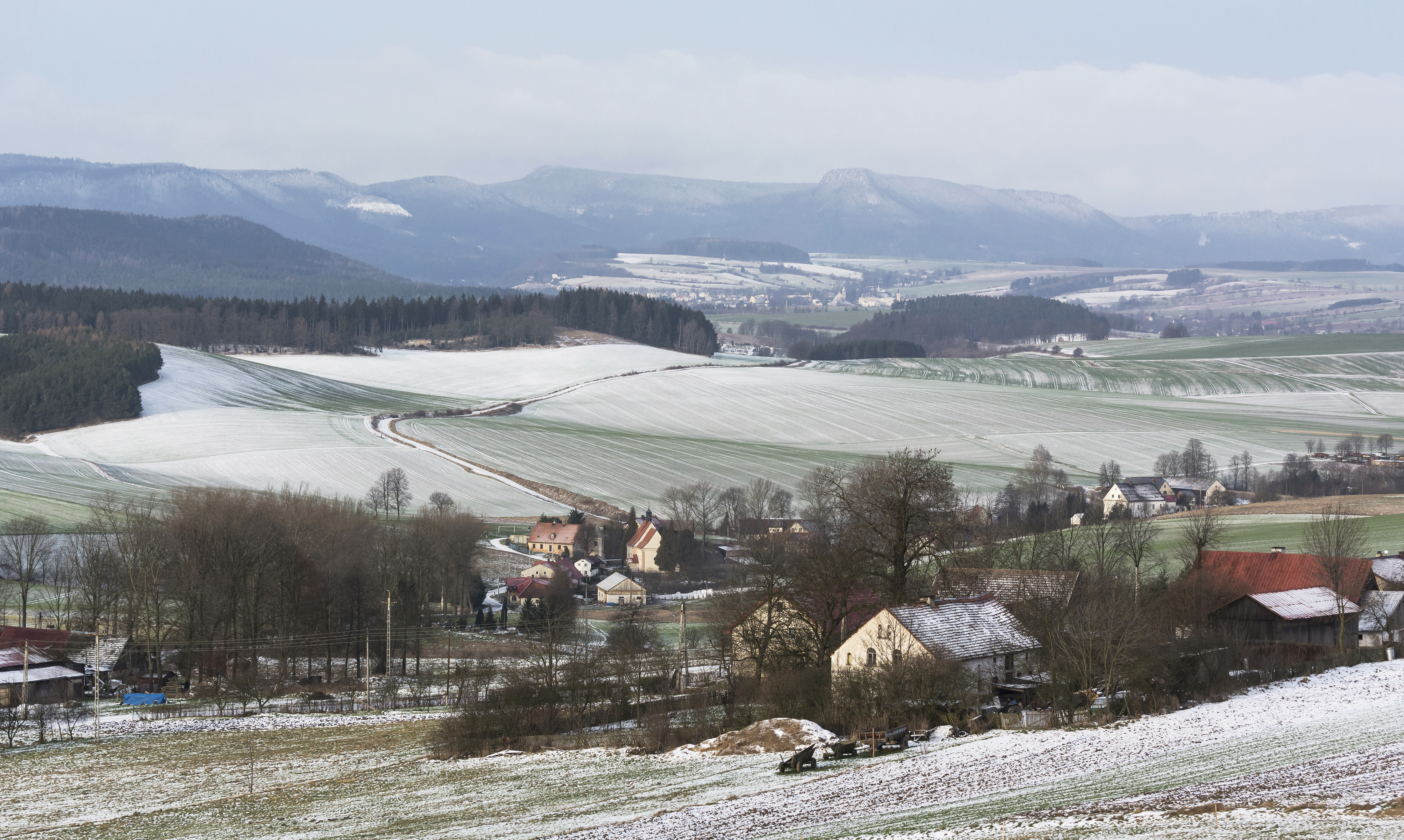
Suszyna

Suszyna (deutsch: Dürrkunzendorf; tschechisch Komorná) ist ein Ort in der Stadt- und Landgemeinde Radków (Wünschelburg) im Powiat Kłodzki der Wojewodschaft Niederschlesien in Polen.

## Geographie
Suszyna liegt zehn Kilometer nordwestlich der Kreisstadt Kłodzko (Glatz). Nachbarorte sind Ścinawka Dolna (Niedersteine) im Norden, Gorzuchów (Möhlten) im Nordosten, Ruszowice (Rauschwitz) und Kamieniec (Kamnitz) im Südosten, Niwa (Reichenau) und Wolany (Wallisfurth)  im Süden, Kopanka (Agnesfeld) im Südwesten und Raszków (Seifersdorf) im Nordwesten.

## Geschichte
Dürrkunzendorf wurde erstmals 1353 als „czu dem dorryn Cunczendorf“ erwähnt und 1384 als „Dorrenkunzendorf“ bezeichnet. Es gehörte zum Distrikt Wünschelburg im böhmischen Glatzer Land. Mit diesem teilte es die Geschichte seiner politischen und kirchlichen Zugehörigkeit seit seinem Bestehen. Es bestand aus zwei Anteilen:
- Das Freirichtergut besaß 1408 Peter Trautmann. Zu den nachfolgenden Besitzern gehörten u. a. die Familien von Alt, von Sauern und von Ullersdorf. Johann Georg von Ullersdorf verkaufte es 1738 dem Franz Anton von Haugwitz auf Pischkowitz. Ab dieser Zeit wurde es als der Haugwitz'sche Anteil bezeichnet.
- Der Dominialanteil gehörte 1348 dem Titzko von Pannwitz, der u. a. auch im Besitz der benachbarten Herrschaft Hummel war. Von 1454 bis 1625 gehörte es dem Adelsgeschlecht Donig. 1628 wurde dieser Anteil von einem Lehen zu einem Erbgut umgewandelt, das den jeweiligen Besitzern des Schlosshofes in Niedersteine, zuletzt den Grafen von Magnis, gehörte.

Nach dem Ersten Schlesischen Krieg 1742 und endgültig nach dem Hubertusburger Frieden 1763 kam Dürrkunzendorf zusammen mit der Grafschaft Glatz an Preußen. Nach der Neugliederung Preußens gehörte es ab 1815 zur Provinz Schlesien, die in Landkreise aufgeteilt wurde. 1816–1853 war der Landkreis Glatz, 1854–1932 der Landkreis Neurode zuständig. Nach dessen Auflösung 1933 gehörte Dürrkunzendorf bis 1945 wiederum zum Landkreis Glatz. Seit 1874 bildete es zusammen mit der Landgemeinde Seifersdorf und den gleichnamigen Gutsbezirken den Amtsbezirk Seifersdorf. 1939 wurden 391 Einwohner gezählt.
Als Folge des Zweiten Weltkriegs fiel Dürrkunzendorf 1945 mit dem größten Teil Schlesiens an Polen. Es wurde zunächst in Kończyce umbenannt und 1947 in Suszyna. Die deutsche Bevölkerung wurde 1946 vertrieben. Die neu angesiedelten Bewohner waren teilweise Zwangsumgesiedelte aus Ostpolen, das an die Sowjetunion gefallen war. 1975–1998 gehörte Suszyna zur Woiwodschaft Wałbrzych (Waldenburg).

### Kolonie Finkenhübel
Die Kolonie Finkenhübel wurde nach 1750 am obersten südlichen Ende des Dorfes auf einem Grund angelegt, dessen erster bekannter Grundbesitzer Tenhard von Pannwitz war. Er verkaufte ihn 1454 dem Hans von Donig. 1594 eignete ihn Hans von Schweinichen und 1616 Georg von Seydlitz. Dessen Witwe verkaufte den Grund 1618 dem Dürrkunzendorfer Freirichter Georg Alt, der ihn mit dem Freirichtergut verband.
Um das Jahr 1800 bestand die Kolonie Finkenhübel aus 19 Häusern, einem Kretscham, einem Teerofen und einer Windmühle. Nach dem Übergang an Polen 1945 wurde Finkenhübel in Mrówieniec umbenannt.

## Sehenswürdigkeiten
- Feldkapelle und Wegkreuze